# Strugari
Strugari é uma comuna romena localizada no distrito de Bacău, na região de Moldávia. A comuna possui uma área de  km² e sua população era de 2565 habitantes segundo o censo de 2007.